# Bérénice (fille de Salomé)
Pour les articles homonymes, voir Bérénice.
Bérénice est une princesse juive, nièce d'Hérode le Grand (41-4 av.J.C), fille de Costobar et de Salomé, la sœur du roi Hérode.
Elle épousa son cousin Aristobule IV (mort en 7 av.J.C) et lui donna cinq enfants :
• Hérode Agrippa Ier roi de Batanée (printemps 37) à laquelle est adjointe la Galilée et la Pérée deux ans plus tard, puis roi de Judée après l'adjonction à ses territoires de la province romaine de Judée (41-44 ap.J.C) ;
• Hérodiade (ou Hérodias) qui épousa ses oncles : Hérode Philippe Ier puis après l'avoir répudié grâce à sa citoyenneté romaine, Hérode Antipas le tétrarque de Galilée qui avait l'ambition de devenir roi ;
• Hérode de Chalcis qui fut Roi de Chalcis (41-48), qui épousa Mariamne IV, la fille de Joseph et Olympe, avant d'épouser sa nièce Bérénice, fille d'Agrippa Ier, avec laquelle il aura deux fils ;
• Mariamne III qui épousa son oncle Hérode Antipater, fils d'Hérode le Grand, exécuté sur ordre de son père quelques jours avant sa propre mort. Certains voudraient croire qu'elle a épousé ensuite son oncle Hérode Archelaus, mais cela ne repose que sur une analogie de prénom, l'épouse d'Archelaus s'appelant Mariamne selon Flavius Josèphe (Guerre des Juifs, II, 7). Ce prénom était très répandu à l'époque notamment chez les Hérodiens.
• et Aristobule le Mineur qui épousa  Jotapé (ou Iotape ou Iotapa), la fille du Roi syrien Sampsigeramus II d'Émèse de la dynastie Sampsigéramide (11-42) et la Reine Jotapé.
Après l'exécution de son premier mari, sur la suggestion d'Antipater, le fils d'Hérode désigné alors pour régner, le roi lui donna comme époux un certain Theudion, qui était le frère de Doris, la mère d'Antipater.